# Skógar

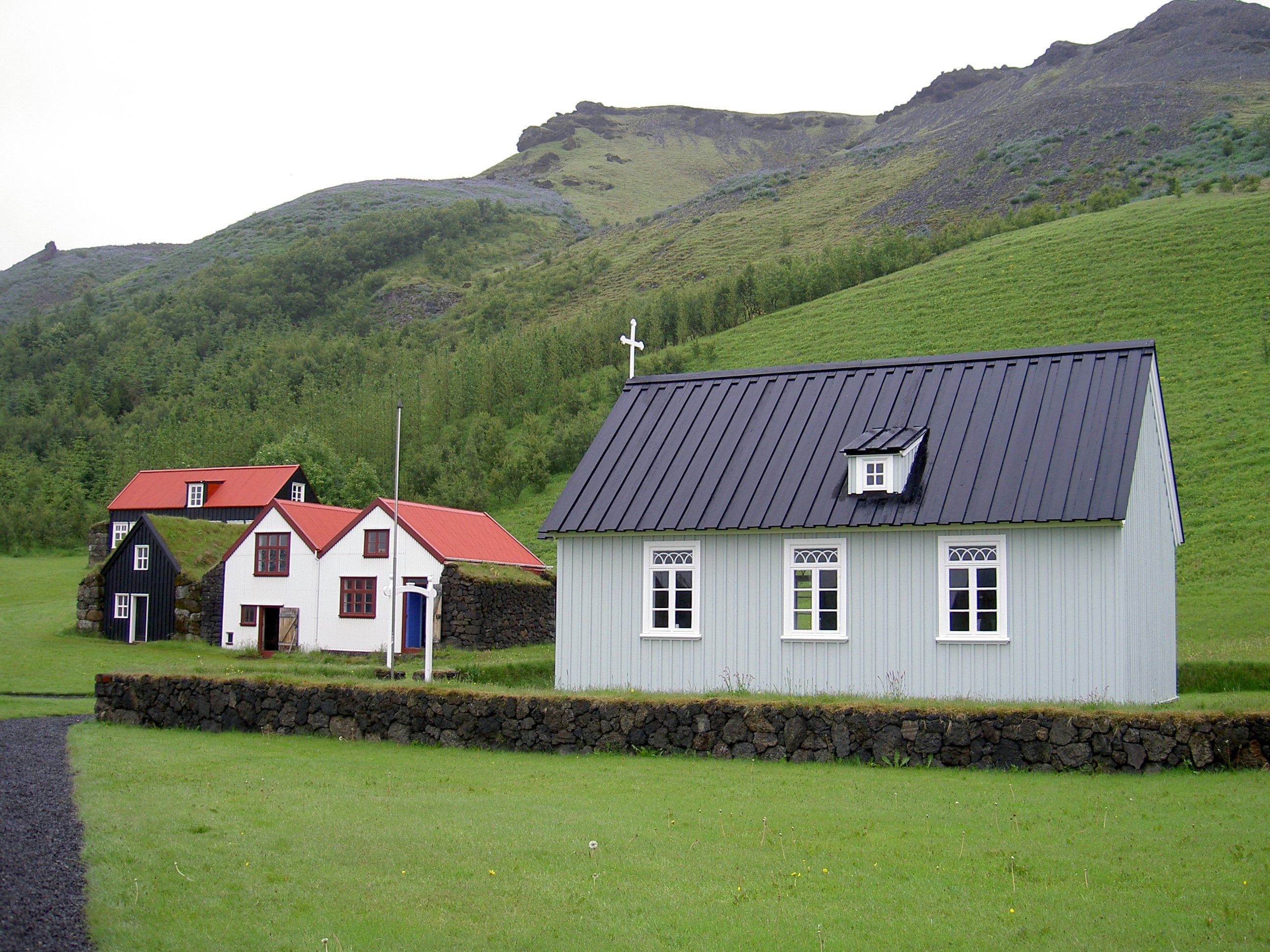
Església de Skógar, darrere de la serralada de Eyjafjöll

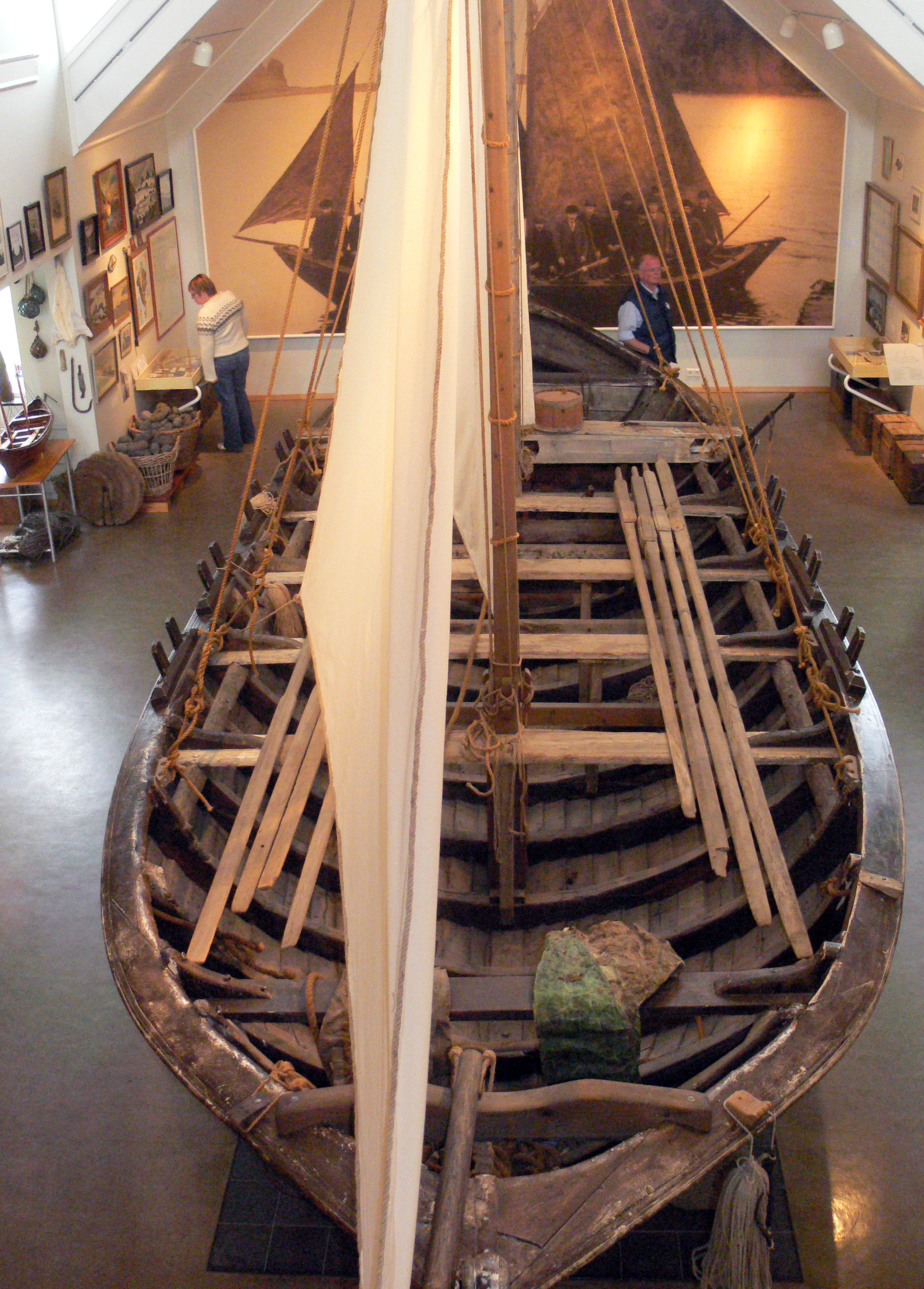
Pétursey, bot de pesca al museu local

Skógar, (en islandès significa literalment boscos), és un petit poble d'Islàndia, dins del municipi de Rangárþing eystra, amb una població d'uns 25 habitants situat al sud de la glacera Eyjafjallajökull. A la vall de Skógar i sota la glacera esmentada el volcà Eyjafjöll que entrà en erupció el març del 2010 provocant una greu interrupció del trànsit aeri de gran part d'Europa.
La zona és molt coneguda per les cascades de Skógafoss, en el riu Skógá, que baixen des de 60 m més amunt. A Skógar hi ha un museu popular anomenat Skógasafn, obert tots els dies de l'any.